# Langenwerder
Langenwerder est une petite île allemande trouvée dans la mer Baltique. Elle est rattachée au land Mecklembourg-Poméranie-Occidentale au nord-est du pays.

## Géographie
L'île est inhabitée et a une superficie de 27 hectares environ et elle est située à environ un kilomètre du petit village allemand Gollwitz sur l'île Poel.